# Парада поноса у Паризу
ЛГБТ поворка поноса у Паризу (фр. Marche des Fiertés LGBT Paris), познатија као Парада поноса у Паризу, јест парада и фестивал који се одржава крајем јуна сваке године у Паризу, у Француској, у знак прославе лезбијки, гејева, бисексуалних и трансродних особа (ЛГБТ) и њихових хетеросексуалних (стрејт) савезника. Започиње код торња Монпарнас, а завршава се на Тргу Бастиље. Приређују је углавном добровољци. Након параде, прослава се наставља у дистрикту Маре. Париз је 1997. био домаћин Европрајда.
Према Париском туристички бироу, циљ параде је „одбрана једнаких права, одбацивање дискриминације и подршка праву свакога да живи онако како жели”.

## Галерија
- Париска парада поноса 2013.
- Париска парада поноса 2013.
- Париска парада поноса 2012.
- Париска парада поноса 2011.